# .nr
.nr ist die länderspezifische Top-Level-Domain (ccTLD) des Inselstaates Nauru. Sie existiert seit dem 30. März 1998 und wird vom Unternehmen CENPAC NET mit Hauptsitz im sogenannten Aiwo District verwaltet.

## Eigenschaften
Domains werden sowohl auf zweiter als auch dritter Ebene vergeben. Zunächst konnten nur Personen und Unternehmen mit Wohnsitz oder Niederlassung auf Nauru eine .nr-Domain anmelden, erst 2005 wurde diese Beschränkung aufgehoben. Seitdem können auch ausländische Interessenten Inhaber oder administrativer Ansprechpartner einer .nr-Domain werden.
Neben .nr existieren diverse Second-Level-Domains, unter anderem .com.nr für kommerzielle Unternehmen, .edu.nr für Bildungseinrichtungen, .gov.nr für die Regierung Naurus, .net.nr für Internetdienstleister und .org.nr für gemeinnützige Organisationen.